# Luis Enrique Martínez
Neco, właśc. Luis Enrique Martínez Rodríguez (ur. 11 lipca 1982 w Necoclí) – kolumbijski piłkarz występujący na pozycji bramkarza. W sezonie 2010 zawodnik klubu Once Caldas.
Martínez ma za sobą sześć występów w reprezentacji Kolumbii. 30 maja 2006 w towarzyskim meczu z Polską strzelił gola Tomaszowi Kuszczakowi wykopując piłkę spod własnej bramki.
Wziął udział w Copa America w 2011 roku .